# 吳澄時
吴澄时（1569年6月24日—？），字平仲，南直隶常州府无锡县軍籍，明朝政治人物。

## 生平
吳澄時早年出身國子生，以中書身份、《書經》中萬曆十九年（1591年）順天鄉試舉人第三十六名，二十九年（1601年）會試中式第八十九名，成二甲第九名進士，歴任山西泽州、四川合州知州，三十八年授郑州知州，歴官至浙江衢州府知府。

## 家族
曾祖吳亨，祖父吴情，嘉靖二十三年进士、右春坊右諭德兼翰林院侍讀，嗣父吴申錫，光祿寺署丞，生父吴敷锡，光禄署丞，皆以子澄时赠郑州知州，母親張氏，

## 軼事
《萬曆野獲編》載，當時吳中縉紳，留意聲律，如吳澄時等皆工度曲，每廣坐命技，令專業優伶，都惶恐失措。